# Turvolândia
Turvolândia este un oraș în Minas Gerais (MG), Brazilia.